# Сліди апостолів
«Сліди апостолів» (рос. «Следы апостолов») — білоруський художній фільм 2013 року режисера Сергія Талибова.

## Сюжет
Несвізький замок в Білорусі відомий як родовий маєток князів Радзивіллів, що володіли ним з XVI століття і до початку Другої світової війни. Як і будь-яка будівля з багатим історичним минулим, замок оповитий безліччю таємниць і міфів. Існує переказ, що десь в його підземеллях заховані великі скарби колишніх власників...

## У ролях
- Тетяна Чердинцева
- Дмитро Мухін
- Павло Южаков-Харланчук
- Вероніка Пляшкевич
- Ігор Сігов
- Тетяна Мархель
- Дмитро Пустильник

## Творча група
- Сценарій: Олег Сухамера, Віктор Лобкович
- Режисер: Сергій Талибов
- Оператор: Максим Куровський
- Композитор: